# Rauchmaul Emil
Rauchmaul Emil, Rozsos (1891 –  1968. április) válogatott labdarúgó, fedezet, edző.

## Pályafutása

### A válogatottban
Egy alkalommal szerepelt a válogatottban, 1915-ben.

### Edzőként
1937 és 1938 között a Ferencváros vezetőedzője volt. 39 mérkőzésen irányított a csapatot (26 bajnoki, 13 nemzetközi). 1937-ben közép-európai kupát nyert, 1938-ban bajnokságot a Fradival.

## Sikerei, díjai

### Edzőként
- Magyar bajnokság
  - bajnok: 1937–38
- Közép-európai kupa (KK)
  - győztes: 1937

## Statisztika

### Mérkőzése a válogatottban
| Magyarország | Magyarország   | Magyarország                    | Magyarország | Magyarország | Magyarország | Magyarország | Magyarország | Magyarország |
| #            | Dátum          | Helyszín                        | Hazai        | Eredmény     | Vendég       | Kiírás       | Gólok        | Esemény      |
| ------------ | -------------- | ------------------------------- | ------------ | ------------ | ------------ | ------------ | ------------ | ------------ |
| 1.           | 1915. május 2. | Budapest, Hungária körúti pálya | Magyarország | 2 – 5        | Ausztria     | barátságos   | -            |              |
|              | Összesen       |                                 |              | 1            | mérkőzés     |              | 0            | gól          |